# Oculozomus biocellatus
Oculozomus biocellatus är en spindeldjursart som beskrevs av Paul Reddell och James Cokendolpher 1995. Oculozomus biocellatus ingår i släktet Oculozomus och familjen Hubbardiidae. Inga underarter finns listade i Catalogue of Life.